# Pouteria orinocoensis
Pouteria orinocoensis là một loài thực vật thuộc họ Sapotaceae. Đây là loài đặc hữu của Venezuela.